# Volt egyszer egy Szíria
A Volt egyszer egy Szíria (eredeti cím: Insyriated) 2017-ben bemutatott filmdráma. Philippe Van Leeuw írta és rendezte, a főszerepben Hiam Abbass látható. Magyarországon a Vertigo Média Kft. hozta forgalomba.

## Szereplők
- Hiam Abbass – Oum Yazan
- Juliette Navis – Delhani
- Ninar Halabi – Aliya
- Mohammad Jihad Sleik – Yazan
- Elias Khatter – Karim
- Alissar Kaghadou – Yara
- Moustapha Al Kar – Samir
- Diamand Bou Abboud – Halima
- Mohsen Abbas – Abou Monzer